# Archibald Geikie

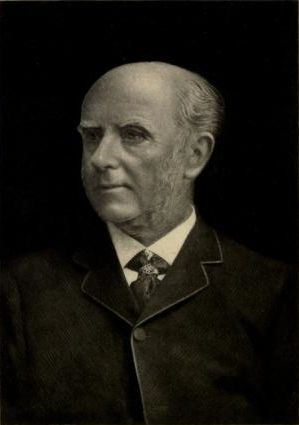
Archibald Geikie

Archibald Geikie (Edinburgh, 8 december 1835 - Haslemere, 10 november 1924) was een Schots geoloog. Geikie deed bijdragen aan uiteenlopende vakgebieden, zoals geomorfologie (met name de werking van gletsjers), vulkanologie, structurele geologie en petrografie.
James Geikie, zijn jongere broer, was ook een geoloog.

## Biografie en werk
Geikie studeerde aan de University of Edinburgh en werkte vanaf 1855 voor de British Geological Survey. Zijn eerste werk was het in kaart brengen van de geologie van het vooral uit vulkanisch gesteente bestaande eiland Skye en andere eilanden in het westen van Schotland. Hij werkte daar onder Roderick Murchison, met wie hij in 1862 een geologische kaart van Schotland publiceerde. In 1863 publiceerde hij een studie over de invloed van gletsjers op het landschap in Schotland. Hij geloofde net als andere Schotse geologen van die tijd, zoals Andrew Ramsay, dat het landschap vooral gevormd wordt door erosie en denudatie. Geikie maakte een groot aantal studiereizen door Europa en het westen van Noord-Amerika. Een bezoek aan de Grand Canyon overtuigde hem van zijn ideeën over erosie als belangrijkste proces bij het ontstaan van landschap. Ook bestudeerde hij vulkanische gesteenten in Wyoming, Montana en Utah.
In 1865 werd Geikie verkozen tot fellow van de Royal Society. Toen in 1867 de Geological Survey een eigen afdeling voor Schotland kreeg, werd Geikie daarvan directeur. In 1871 werd hij daarnaast hoogleraar in de geologie en mineralogie aan de University of Edinburgh. Beide functies zou hij blijven behouden tot 1881, toen hij directeur van de Geological Survey en het Geological Museum in Londen werd. Hij deed veel onderzoek met behulp van petrografie en liet grote collecties slijpplaatjes van Britse gesteenten aanleggen. Geikie was in 1891 en 1892 president van de Geological Society en in 1909 president van de Royal Society. In 1891 werd hij geridderd en mocht hij zich 'sir' noemen.
Het stelsel mareruggen Dorsa Geikie op de Maan en het Geikieplateau in Groenland zijn naar Archibald Geikie genoemd.
- Bibsys: 90719671
- Biblioteca Nacional de España: XX1561731
- Bibliothèque nationale de France: cb12353321h (data)
- Catàleg d'autoritats de noms i títols de Catalunya: 981058512660806706
- CiNii: DA02723202
- Gemeinsame Normdatei: 117530565
- International Standard Name Identifier: 0000 0001 2129 8000
- Library of Congress Control Number: n84805218
- Nationale Bibliotheek van Letland: 000162194
- Bibliotheek van het Japanse parlement: 00768091
- Nationale Bibliotheek van Tsjechië: jn20021009004
- Nationale bibliotheek van Australië: 35116863
- Nationale Bibliotheek van Israël: 987007306173405171
- Nederlandse Thesaurus van Auteursnamen: 071694226
- Istituto Centrale per il Catalogo Unico: MILV286894
- SNAC: w6mk6mv6
- Système universitaire de documentation: 067058434
- Museum of New Zealand Te Papa Tongarewa: 69937
- Trove: 831403
- Virtual International Authority File: 41915531
- WorldCat: E39PBJjmVhVkTGC49qRqQKjDMP